# Список президентів Габону
Президент Габону — глава держави Габон.

## Список
| №  | Ім'я                  | Початок правління | Завершення правління | Роки життя | Партія                                     | Примітки |
| -- | --------------------- | ----------------- | -------------------- | ---------- | ------------------------------------------ | --- |
| 1. | Леон Мба              | 17 серпня 1960    | 18 лютого 1964       | 1902–1967  | Габонський демократичний блок              | Представник етнічної групи фанґ, колишній прем'єр-міністр країни у 1957–1961 роках.                                                                    |
| 2. | Жан-Ілер Обам         | 18 лютого 1964    | 19 лютого 1964       | 1912–1989  | Габонський соціальний і демократичний союз | Міністр закордонних справ Габону (1961–1963), прийшов до влади в результаті державного перевороту, за що надалі був засуджений до 10 років ув'язнення. |
| 3. | Леон Мба              | 19 лютого 1964    | 28 листопада 1967    | 1902–1967  | Габонський демократичний блок              | Мба помер, перебуваючи на посаді. |
| 4. | Омар Бонго            | 2 грудня 1967     | 8 червня 2009        | 1935–2009  | Габонська демократична партія              | 1973 року Альбер Бернар Бонго прийняв іслам, змінивши своє ім'я на Омар. Помер, перебуваючи на посаді.                                                 |
| —  | Роза Франсіна Рогомбе | 8 червня 2009     | 16 жовтня 2009       | нар. 1942  | Габонська демократична партія              | Як президент Сенату Габону виконувала обов'язки глави держави після смерті Омара Бонго.                                                                |
| 5. | Алі бен Бонго Ондімба | 16 жовтня 2009    | 30 серпня 2023       | нар. 1959  | Габонська демократична партія              | Син колишнього президента Омара Бонго. |